# Simon Murray (football)
Simon Murray, né le 15 mars 1992 à Dundee en Écosse, est un footballeur écossais. Il évolue au poste d'attaquant avec le Dundee FC.

## Biographie
Lors de la saison 2016-2017, il inscrit 10 buts en deuxième division écossaise avec le club de Dundee United.
Le 31 janvier 2018, il est prêté à Dundee.
Le 31 janvier 2023, rejoint Ross County.
Le 10 juillet 2024, il rejoint Dundee.

## Palmarès
- Vainqueur de la Scottish Challenge Cup en 2017 avec Dundee United